# 133250 Rubik
133250 Rubik este o planetă minoră (asteroid) din centura de asteroizi. A fost descoperită pe 5 septembrie 2003 la Piszkéstetői Obszervatórium⁠(d) de Krisztián Sárneczky⁠(d) și a fost numită după Ernő Rubik. 
Obiectul prezintă o orbită caracterizată de o semiaxă mare de 2,6711183001275 UAi, o excentricitate de 0,1, o înclinație de 3,8 ° în raport cu ecliptica.